# Klyverstav
En klyverstav (også klyverstok, springstav, springstok, kluestage, jysk æ klustaw, nordfrisisk klüwer(stook)) er en cirka 3,60 meter lang stav, marskbeboerne tidligere brugte for at komme over marskens grøfter og kanaler. 
Springeren stikker springstaven midt i grøften og svinger sig med staven over vandløbet. For at øge både stabilitet og sikkerhed er klyverstaven udstyret med en støttefod i form af en tværklods (pluns), der hindrer, at staven synker ned i mudderet. Klyverstaven var tidligere et nødvendig hjælpemiddel for at forcere marsken.
At springe over brede grøfter i marsken med en klyverstav blev i vadehavsområderne efterhånden til en populær idrætsgren. Klyverstavspring kan ses som en kombination af stangspring og længdespring. Afgørende er ikke springets højde, men springets længde. Fidusen ved denne sport er ikke at falde i vandet. Sporten praktiseres marskområderne, primært i de frisiske områder. Den kendes under navne som Klo(o)tstockspringen (i Ditmarsken og Nordfrisland og her især på halvøen Ejdersted), Pultstockspringen (i Østfrisland), Fierljeppen (i Frisland i Nederlandene) eller Polsstokverspringen (i de øvrige Nederlande). I Danmark blev der i 2016 anlagt en stavspringbane ved Møllemuseet i det jyske Ballum.